# Frigg Oslo Fotballklubb
El Frigg Oslo Fotballklubb és un club de futbol noruec de la ciutat d'Oslo.

## Història

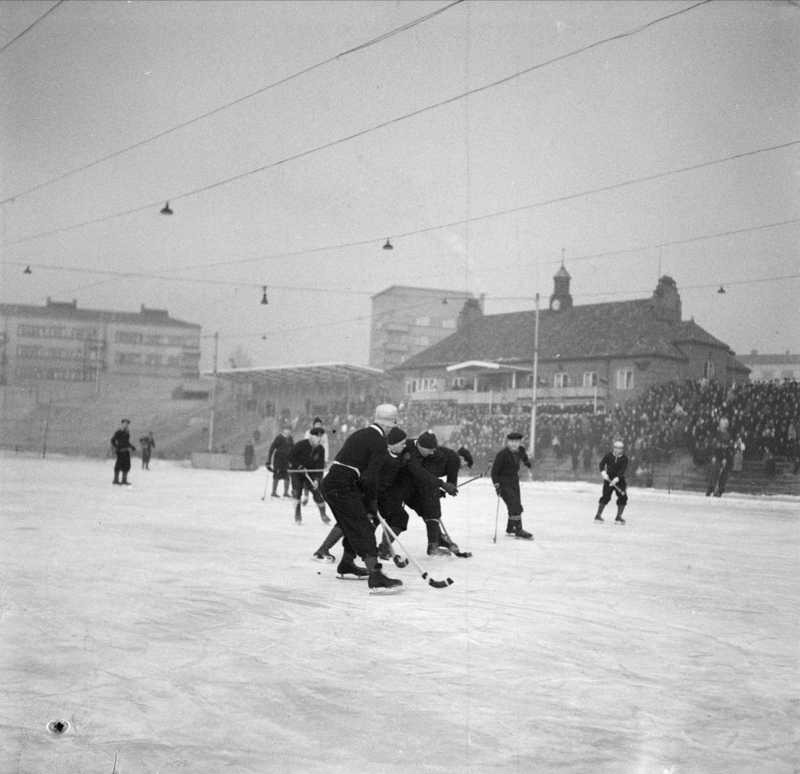
Frigg Oslo jugant la final de la lliga de bandy davant Mjøndalen IF el 1947

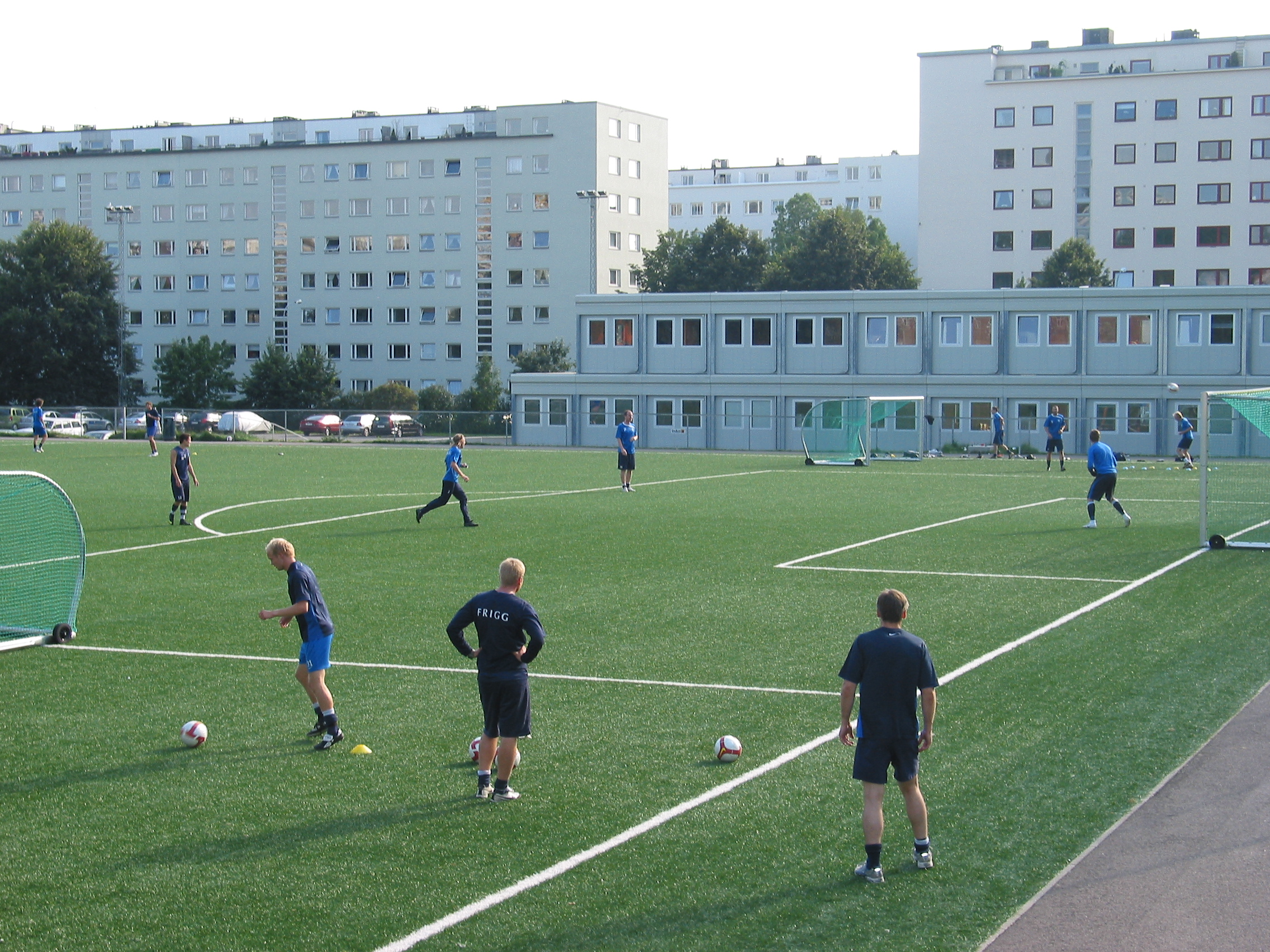
Frigg entrenant a Marienlyst.

El club va ser fundat el 17 de maig de 1904 com a SK Frigg, en referència de la deessa Frigg de la mitologia escandinava. Es fusionà el 21 d'abril de 1954 amb SK Varg. Adoptà el nom Frigg Oslo FK el 1990. El club guanyà la copa noruega tres cops, els anys 1914, 1916 i 1921. Aportà alguns jugadors a la selecció nacional com Harald Hennum i Per Pettersen.

## Bandy
La secció de bandy masculí va disputar quatre finals de copa els anys 1917, 1923, 1947 i 1948 però les perdé totes.

## Handbol
Va tenir una secció d'handbol, destacant l'equip femení, que fou campió nacional els anys 1962 i 1964.

## Palmarès
- Copa noruega de futbol: 
  - 1914, 1916, 1921